# WWE SmackDown! vs. RAW
WWE SmackDown! vs. RAW ist ein Wrestling-Videospiel und der erste Teil der Smackdown-vs.-RAW-Serie von THQ. Es wurde am 12. November 2004 in Deutschland veröffentlicht und ist für die PlayStation 2 erhältlich.

## Gameplay
Das Spiel ermöglicht es dem Spieler, Wrestler aus dem Roster von RAW, SmackDown und Legends in Kämpfen zu steuern oder mit diesen Wrestlern eine komplette Storyline zu erleben. Im Spiel sind rund 50 verschiedene Charaktere auswählbar. Neben den bereits vorhandenen Wrestlern kann der Spieler auch einen eigenen erstellen. Nachdem ein Kämpfer und eine Matchart ausgewählt wurde, zeigt das Spiel eine Animation, die den Spielcharakter vor dem Kampf zeigt. Diese, im Wrestling Entrance genannte Abfolge, ist von Wrestler zu Wrestler unterschiedlich und wird von Musik sowie einem Video, manchmal auch einem Feuerwerk begleitet. 
Das Ziel der Kämpfe ist je nach Matchart unterschiedlich. So muss beispielsweise ein Kontrahent durch einen Tisch geworfen, gepinnt oder zur Aufgabe gebracht werden.
Neben einfachen Matches bietet sich auch ein Storymodus, im Spiel „Saison“ genannt, an. In diesem Modus begleitet der Spieler einen Wrestler durch eine Saison bestehend aus mehreren Kämpfen. Zwischen diesen Kämpfen werden gelegentlich Dialoge abgespielt. Das Ziel des Modus ist es, unter anderem Champion-Titel zu erkämpfen und die Saison erfolgreich zu beenden.
Daneben bietet das Spiel einen Editor, mit dem eigene Wrestler erstellt werden können. Auch die Entrance (Einmarsch) kann festgelegt werden.

## Roster
| Raw - A-Train - Batista - Chris Benoit - Chris Jericho - Christian - Chuck Palumbo - Edge - Garrison Cade - Kane - Matt Hardy - Molly Holly - Randy Orton - Rhyno - Ric Flair - Sable - Shawn Michaels - Shelton Benjamin - Stacy Keibler - Tajiri - Torrie Wilson - Triple H - Trish Stratus - Victoria | SmackDown! - Big Show - Booker T - Buh Buh Ray Dudley - Charlie Haas - Chavo Guerrero - D-Von Dudley - Eddie Guerrero - Hardcore Holly - JBL - John Cena - Kurt Angle - Mark Jindrak - René Duprée - Rey Mysterio - Rico - Rob Van Dam - Scotty 2 Hotty - Undertaker | Legenden - André the Giant - Animal - Bret Hart - Brutus Beefcake - Hawk - Jimmy Snuka - Mankind - Masked Kane - Roddy Piper - The Rock - Undertaker (1990er Version) |

## Kritiken
4Players bewertete das Spiel mit 90 %. Das Spiel biete TV-Atmosphäre und sei grafisch und akustisch überzeugend. 
Gamezone bewertete das Spiel ebenfalls mit einer sehr guten Wertung von 8,8 %. Besonders gelungen seien der Storymodus und die Präsentation.